# Amoral
Amoral este o formație de rock finlandeză, înființată în 1997 la Helsinki.

## Discografie
- Wound Creations (2004)
- Decrowning (2005)
- Reptile Ride (2007)
- Show Your Colors (2009)
- Beneath (2011)
- Fallen Leaves & Dead Sparrows (2014)
- In Sequence (2016)